# Bernard Baars
Bernard J. Baars (* 1946 Amsterdam) je americký neurobiolog, bývalý vedoucí člen v teoretické neurobiologii na institutu neurovědy v La Jolla v Kalifornii. Nejvíce je známý jako původce globální teorie pracovního prostoru, teorie lidské kognitivní architektury a vědomí. Předtím působil jako profesor psychologie na Státní univerzitě v New Yorku, Stony Brook, kde prováděl výzkum příčinných souvislostí lidských chyb a freudovského skluzu.
Baars spoluzakládal Sdružení pro vědecké studium vědomí a později založil s Williamem P. Banksem časopis „Consciousness & Cognition: An International Journal“.
Kromě výzkumu globální teorie pracovního prostoru s profesorem Stan Franklin a dalšími, se Baars snaží znovu zavést téma „vědomí mozku“ do standardního vysokoškolského vzdělávacího programu psaním vysokoškolských učebnic, pokročilých seminářů a tvorbou naučných videí.
Baars také publikoval knihy o „zvířecím vědomí“ a o „vůli a pocity z vědění“.